# Stirellus dixianus
Stirellus dixianus är en insektsart som beskrevs av Thomas 1933. Stirellus dixianus ingår i släktet Stirellus och familjen dvärgstritar.

## Underarter
Arten delas in i följande underarter:
- S. d. acutus
- S. d. robustus